# Světlé výšiny
Světlé výšiny (Lichte Höhen) je název knihy německého spisovatele Karla Maye. Jde o 49. svazek Sebraných spisů Karla Maye (Karl May’s Gesammelte Werke), které vydává nakladatelství Karl-May-Verlag.
Kniha vyšla poprvé roku 1918 pod názvem Himmelsgedanken (Nebeské myšlenky), což je název Mayovy básnické sbírky z roku 1900. Roku 1921 byla do knihy přidána Mayova divadelní hra Babel und Bibel (Babylon a bible). O další nebeletristické texty byla kniha rozšířena roku 1956, kdy vyšla pod názvem Lichte Höhen (Světlé výšiny), jde však o upravené texty. Roku 1998 byl svazek zrekonstruován a obsahuje původní Mayovy texty.

## Tituly obsažené v knize
Seznam titulů vychází z obsahu knihy z roku 1998.
- Himmelsgedanken (Nebeské myšlenky) je název Mayovy básnické sbírky (obsahuje i aforismy). Většina básní obsažených ve sbírce vznikla roku 1899 během Mayova pobytu v Orientu a sbírka prvně vyšla roku 1900 v nakladatelství Friedrich Ernst Fehsenfeld. Přepracovaná verze sbírky z roku 1903 zůstala v rukopise nevydána.[2][3]. Podruhé vyšla sbírka až roku 1918 v rámci Sebraných spisů Karla Maye. Další vydání byla upravována, včetně vydání z roku 1956 ve svazku Světlé výšiny. Plný text sbírky obsahuje až vydání Světlých výšin z roku 1998.[2]
- Babel und Bibel (Babylón a bible) je jediná Mayova dokončená divadelní hra, vydaná roku 1906 v nakladatelství Friedrich Ernst Fehsenfeld s podtitulem Arabská fantazie ve dvou jednáních. May na hře pracoval od roku 1904, ve snaze zobrazit přeměnu člověka násilí na člověka šlechetného, a projevil se v ní zlom v jeho názorech, ke kterým došlo během jeho cesty po Orientu. May chtěl toto hrou zahájit sérii dramat o tom, jak umění musí zprostředkovávat vztahy mezi náboženstvím a vědou. Hra však k Mayovu zklamání neměla u čtenářů úspěch a poprvé byla scénicky uvedena až roku 2005 v Hachenburgu ve Westerwaldu.[4][5]
- Skizze zu "Babel und Bibel" (Náčrt "Babylónu a bible"), vysvětlující náčrtek dramatu redaktorovi Münchner Neueste Nachrichten z 1. října roku 1906.[6]
- Des Buches Seele (Kniha duše), Mayova báseň z roku 1902.[7]
- Weihnachtsabend (Štědrý den), Mayova vánoční báseň, týkající se kajícné smrti vězně, byla napsána během jeho výkonu trestu ve Zwickau pravděpodobně roku 1868. Její části byly Mayem později převzaty do kolportážních románů Lesní Růže a Ztracený syn. Báseň je rovněž citována v románu Vánoce.[8]